# Jamie Gorelick

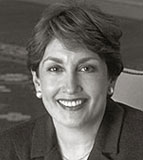
Jamie Gorelick (2004)

Jamie Shona Gorelick (* 6. Mai 1950) ist eine US-amerikanische Rechtsanwältin und Wirtschaftsmanagerin. Sie war stellvertretende US-Justizministerin und Mitglied der Untersuchungskommission zu den Anschlägen des 11. Septembers sowie  stellvertretende Vorsitzende der weltweit größten Hypothekenbank Fannie Mae während der Finanzkrise. 

## Leben
Nach dem Schulbesuch studierte sie an der Harvard University sowie von 1972 bis 1975 Rechtswissenschaften an der dortigen Harvard Law School. Nach der anschließenden anwaltlichen Zulassung im District of Columbia am 25. November 1975 war sie viele Jahre als Rechtsanwältin tätig und erhielt später auch eine Anwaltszulassung am Obersten Gerichtshof der Vereinigten Staaten.
Daneben engagierte sie sich in zahlreichen juristischen und politischen Organisationen und war unter anderem Mitglied des Board of Directors der John D. und Catherine T. MacArthur Foundation und des National Legal Center for the Public Interest sowie Trustee des Urban Institute. Des Weiteren übernahm sie Aufgaben im Council on Foreign Relations sowie der Andrew Carnegie-Stiftung für internationalen Frieden.
1994 wurde sie als US Deputy Attorney General stellvertretender Justizministerin in der Regierung von US-Präsident Bill Clinton und übte diese Tätigkeit bis 1997 aus. Einer ihrer Mitarbeiter und Berater während dieser Zeit war Michael Bennet, heutiger demokratischer US-Senator für Colorado. Ihre damalige Tätigkeit hatte insbesondere auch mittelbaren Einfluss auf die regierungsinterne Verteilung der Informationen zum Terrorismus wie beispielsweise aus dem Militärprogramm Able Danger des US Special Operations Command.
Nach ihrem Ausscheiden aus dem Regierungsdienst wechselte sie in die Privatwirtschaft und war von 1997 bis 2003 stellvertretende Vorstandsvorsitzende der weltweit größten Hypothekenbank Fannie Mae. Als es während ihrer dortigen Tätigkeit zur weltweiten Finanzkrise kam, erhielt sie den Spitznamen „Mistress of Disaster“. Daneben war sie nicht nur Mitglied des Board of Directors des weltweit größten Erdölexplorations- und Ölfeldserviceunternehmens Schlumberger, sowie Mitglied des Beratungsgremiums von BP, sondern ist seit 2000 auch Mitglied des Board of Directors der United Technologies Corporation, einem weltweit vertretenen Hersteller von Technologieprodukten.
Nach den Terroranschlägen vom 11. September 2001 wurde sie 2002 als Vertreterin der Demokraten zum Mitglied in die Untersuchungskommission zu diesen Anschlägen berufen und gehörte der Kommission bis zur Vorlage des Abschlussberichts, des sogenannten 9/11 Commission Report, am 21. August 2004 an.
Zurzeit ist Jamie Gorelick, die 2005 auch eine anwaltliche Zulassung im Bundesstaat New York erhielt, Partnerin von Wilmer Cutler Pickering Hale and Dorr LLP, einer Anwaltskanzlei mit heute 1000 Anwälten und Hauptsitz in Washington (D.C.). Im März 2011 wurde sie als mögliche Kandidatin für das Amt der Direktorin des Federal Bureau of Investigation (FBI) genannt.
Seit Februar 2012 sitzt sie zudem im Board of Directors von Amazon.com.